# Glypta cesta
Glypta cesta là một loài tò vò trong họ Ichneumonidae.